# Gunica
Gunica (do 1945 niem. Aalbach) – rzeka o długości 22,41 lub ok. 32 km, lewy dopływ Odry, płynąca w powiecie polickim (województwo zachodniopomorskie), jedna z głównych rzek Puszczy Wkrzańskiej. 
Rejon ujścia Gunicy do Odry wchodził w skład Enklawy Polickiej. Obecnie znajduje się na terenie miasta Police i części wiejskiej gminy Police.

## Przebieg
Płynie przez obszar Równiny Wkrzańskiej określanej również nazwą Równina Policka. Wypływa ze źródeł w okolicach wsi Łęgi w gminie Dobra (Szczecińska). Płynąc w kierunku wschodnim, przepływa kolejno przez okolice wsi Stolec, jezioro Świdwie i obszar rezerwatu Świdwie. Pod pobliskim Węgornikiem w gminie Police przyjmuje Małą Gunicę. Kilka kilometrów na wschód, w okolicy opuszczonej wsi Gunice, zasilana jest wodami Rowu Wołczkowskiego. Dalej od północy mija wsie Tanowo i Witorzę, płynie przez Tatynię. Tuż za Tatynią na rzece ustalona jest granica oddzielająca miasto Police od wsi Wieńkowo położonej nad Gunicą. Ok. 3 km po przepłynięciu przez północną dzielnicę Polic – Jasienicę uchodzi do Odry, tuż przy jej ujściu do Roztoki Odrzańskiej. 
W okolicy ujścia wody Gunicy łączą się z wodami strugi Jasienicy.

## Przyroda
Obszar Doliny Dolnej Odry w rejonie ujścia Gunicy jest objęty granicami obszaru Ujście Odry i Zalew Szczeciński sieci Natura 2000. 

### Turystyka
- Puszcza Wkrzańska
- szlak kajakowy (dł. ok. 20 km): Węgornik – Tanowo – Witorza – Tatynia – Wieńkowo – Police (Jasienica)[4]
- zabytki architektoniczne położone nad brzegiem rzeki:
  1. kościół św. Pawła w Tatyni
  2. ruiny klasztoru augustianów w Policach-Jasienicy
  3. kościół św. św. Apostołów Piotra i Pawła w Policach-Jasienicy